# Soutelinho da Raia

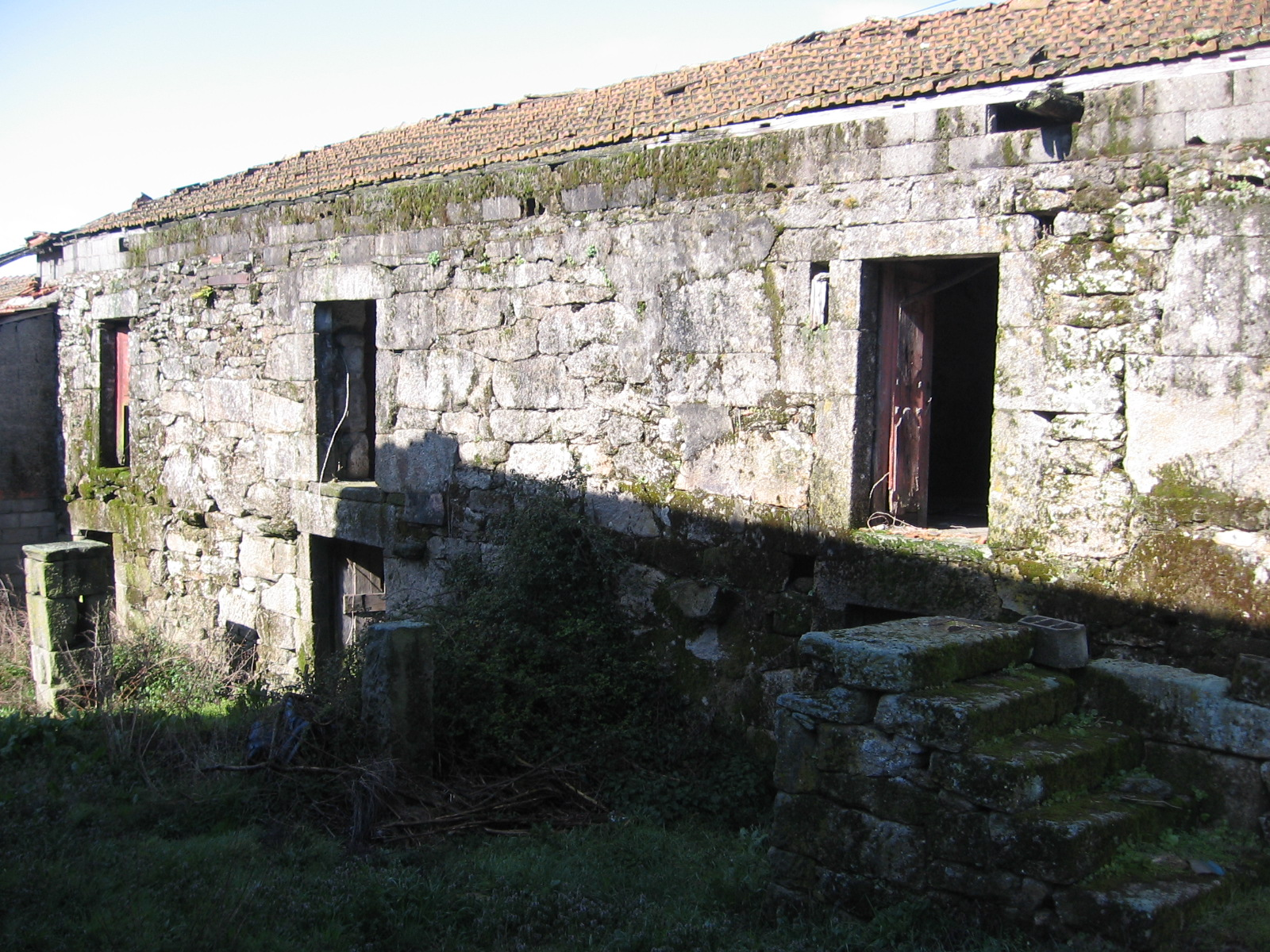
Casa construída sobre a fronteira anterior a 1864. A porta da direita estaria em antigo território espanhol.

Soutelinho da Raia é uma povoação portuguesa do Município de Chaves que foi sede da extinta Freguesia de Soutelinho da Raia, freguesia que tinha 8,57 km² de área e 150 habitantes (2011), e, por isso, uma densidade populacional de 17,5 hab./km².
A Freguesia de Soutelinho da Raia foi extinta em 2013, no âmbito de uma reforma administrativa nacional, tendo sido agregada à Freguesia de Calvão para formar uma nova freguesia denominada União das Freguesias de Calvão e Soutelinho da Raia com a sede em Calvão.
Soutelinho da Raia pertenceu ao extinto concelho de Ervededo até à sua extinção, em Dezembro de 1853, passando então para o concelho (atual município) de Chaves.
A aldeia que dá o nome à freguesia é uma típica aldeia transmontana de casas em granito, situada 18 km a noroeste da cidade de Chaves e a 22 km de Montalegre. Apelida-se de Raia porque se desenvolveu literalmente em plena fronteira entre Portugal e Espanha.

## População
| Número de habitantes | Número de habitantes | Número de habitantes | Número de habitantes | Número de habitantes | Número de habitantes | Número de habitantes | Número de habitantes | Número de habitantes | Número de habitantes | Número de habitantes | Número de habitantes | Número de habitantes | Número de habitantes | Número de habitantes |
| -------------------- | -------------------- | -------------------- | -------------------- | -------------------- | -------------------- | -------------------- | -------------------- | -------------------- | -------------------- | -------------------- | -------------------- | -------------------- | -------------------- | -------------------- |
| 1864                 | 1878                 | 1890                 | 1900                 | 1911                 | 1920                 | 1930                 | 1940                 | 1950                 | 1960                 | 1970                 | 1981                 | 1991                 | 2001                 | 2011                 |
| 481                  | 500                  | 551                  | 483                  | 461                  | 478                  | 480                  | 535                  | 559                  | 493                  | 485                  | 342                  | 237                  | 192                  | 150                  |

(Obs.: Número de habitantes "residentes", ou seja, que tinham a residência oficial nesta freguesia à data em que os censos  se realizaram.)

## História
A raia passava antigamente pelas ruas e casas da aldeia. Soutelinho da Raia era um dos designados povos promíscuos extintos pelo Tratado de Lisboa de 1864. O tratado contém, no artigo 10.º, a seguinte disposição relativa a Soutelinho da Raia: O povo promíscuo de Soutelinho pertencerá a Portugal, demarcando-se-lhe em território de Espanha uma zona de 90 a 100 metros de largo contígua à povoação.

## Património

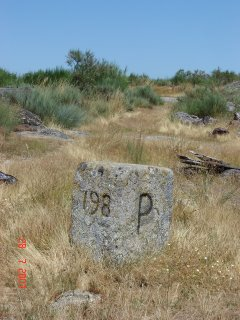
Marco fronteiriço n.º 198 da fronteira Espanha-Portugal, Soutelinho da Raia.

- Igreja Paroquial
- Fonte Medieval